# Fernand Augereau
Fernand Augereau (Naintré, 23 september 1882 – Combrée, 27 juli 1958) was een Frans professioneel wielrenner van 1902 tot 1911. Met zijn forse postuur was Augereau met name een goed rouleur.

## Loopbaan
In de etappe Bordeaux-Nantes van de Ronde van Frankrijk 1903 werd hij na een woordenwisseling met Maurice Garin en Lucien Pothier door dezen in een hinderlaag opgewacht en zijn fiets vernield. Desondanks slaagde hij er nog in als derde in het eindklassement te eindigen.
In de editie van 1904 van Bordeaux-Parijs werd hij tot winnaar uitgeroepen nadat de eerste vier aankomenden (Léon Georget, Lucien Petit-Breton, César Garin en Rodolfo Muller) gedeclasseerd waren wegens grove onregelmatigheden.

## Belangrijkste overwinningen
1904
- Bordeaux-Parijs

## Grote rondes
Eindklasseringen in grote rondes, met tussen haakjes het aantal etappeoverwinningen.
| \| Jaar \| Ronde van Italië \| Ronde van Frankrijk \| Ronde van Spanje \| \| ---- \| ---------------- \| ------------------- \| ---------------- \| \| 1903 \| \| ↑ \| \| Bronnen, noten en/of referenties - (en) Profiel van Fernand Augereau op ProCyclingStats - Profiel van Fernand Augereau op Cyclebase.nl - Profiel van Fernand Augereau op De wielersite - Dit artikel of een eerdere versie ervan is een (gedeeltelijke) vertaling van het artikel Fernand Augereau op de Franstalige Wikipedia, dat onder de licentie Creative Commons Naamsvermelding/Gelijk delen valt. Zie de bewerkingsgeschiedenis aldaar. |                  |                     |                  |
| Jaar | Ronde van Italië | Ronde van Frankrijk | Ronde van Spanje |
| 1903 |                  | ↑                   |                  |